# Locomotiva PKP SU46
La SU46 è una locomotiva diesel polacca prodotta tra il 1974 e il 1977 più altri due esemplari nel 1985 dalla HCP a Poznań per le ferrovie polacche per un totale di 54 esemplari prodotti.

## Storia
Il progetto della locomotiva SU46 risale al 1972 e le locomotive vennero costruite in 52 esemplari tra il 1974 e il 1977, quando la produzione è stata interrotta a seguito di decisioni politiche che obbligavano gli stabilimenti HCP a iniziare le consegne di altri locomotori alle ferrovie polacche. Nel 1985 furono realizzati altri due esemplari con leggere modifiche.

## Caratteristiche
Le SU46 sono locomotive con rodiggio Co'Co', con due carrelli ciascuno dei quali con tre assi, per un totale di sei assi, con trasmissione elettrica. La fonte di alimentazione principale è un motore diesel a quattro tempi ad alta efficienza W2112SS da 1654 kW, che è una versione modificata del motore ferroviario FIAT tipo 2112SSF da 1250 kW, che aziona il generatore principale GP846 B1 con tensione nominale di 725 V, corrente nominale 2000 A, potenza continua 1450 kW e velocità di rotazione 1500 giri al minuto.

## Servizio
Il progetto della costruzione delle locomotive SU46 venne sviluppato in seguito alla crescita negli anni settanta del trasporto passeggeri e alla carenza di materiale rotabile per la circolazione di tali treni su linee non elettrificate. A causa delle loro caratteristiche le locomotive SU46 hanno trovato impiego anche nel servizio di trasporto merci. Attualmente nella regione della Varmia-Masuria vengono utilizzate nel traffico merci e nel traffico passeggeri nella sezione non elettrificata di Ełk-Korsze. Le locomotive SU46 sono state utilizzate anche per il servizio turistico sulla linea non elettrificata Hel-Gdynia Główna nella stagione estiva, e in inverno sul tratto Kościerzyna-Gdynia Główna a causa del profilo difficile del percorso. La locomotiva SU45 è stata anche utilizzata per il treno internazionale "Mare Balticum" nel tratto Ełk-Olsztyn Attualmente tutte le locomotive SU46 vengono gestite da PKP Cargo; delle 54 locomotive costruite, attualmente solo 35 rimangono in servizio, assegnate ai depositi di Węgliniec, Zajączkowo Tczewskie e Lublino.